# Szüsz Hugó
Szüsz Hugó (Lublin, 1893. január 30. – Garany, 1944. április 20.) magyar nemzetközi labdarúgó-játékvezető.

## Pályafutása
Az MLSZ megalakulását követően a játékvezetés kérdéskörével az MLSZ tanácsa, majd  Intézőbizottsága foglalkozott. Hivatalos mérkőzéseket csak az vezethet, aki az illetékes bírótestület előtt elméleti és gyakorlati vizsgát tett. Játékvezetésből 1902-ben Budapesten az MLSZ Bíróvizsgáló Bizottság (BB) előtti elméleti és gyakorlati vizsgát tett. Az MLSZ által üzemeltetett bajnokságokban tevékenykedett. AZ MLSZ BB javaslatára NB II-es, 1903-tól NB I-es bíró. Küldési gyakorlat szerint rendszeres partbírói szolgálatot is végzett. 1904–1908 között a futballbíráskodás második generációjának legjobb játékvezetői között tartják nyilván. A nemzeti játékvezetéstől 1927-ben visszavonult. NB I-es mérkőzéseinek száma: 74.
| Időpont           | Helyszín                           | Mérkőzés típusa          | Mérkőzés             | Eredmény | Nézők száma |
| ----------------- | ---------------------------------- | ------------------------ | -------------------- | -------- | ----------- |
| 1904. február 21. | Margitszigeti Sportpálya, Budapest | első NB I-es mérkőzése   | Postás SE–33 FC      | 1 – 0    | Zárt kapus  |
| 1927. február 27. | Szombathely                        | utolsó NB I-es mérkőzése | Sabaria FC–Bástya FC | 4 – 0    | 4500        |

A Magyar Labdarúgó-szövetség BT terjesztette fel nemzetközi játékvezetőnek, a Nemzetközi Labdarúgó-szövetség (FIFA) 1919-től tartotta nyilván bírói keretében. Több nemzetek közötti válogatott és klubmérkőzést vezetett, vagy működő társának partbíróként segített. A nemzetközi játékvezetéstől 1927-ben a búcsúzott. Európában a legtöbb válogatott mérkőzést vezetők rangsorában többed magával, 2 (1919. április 6.– 1919. november 9.) találkozóval tartják nyilván.
Az MLSZ JB küldésére több magyar labdarúgó-válogatott mérkőzést irányított.
| Időpont           | Helyszín                          | Mérkőzés típusa         | Mérkőzés                                                 | Eredmény | Nézők száma |
| ----------------- | --------------------------------- | ----------------------- | -------------------------------------------------------- | -------- | ----------- |
| 1919. április 6.  | Üllői úti Stadion, Budapest       | 71. válogatott mérkőzés | Magyarország–Ausztria                                    | 2 – 1    | 35 000      |
| 1919. november 9. | Hungária körúti Stadion, Budapest | 73. válogatott mérkőzés | Magyar labdarúgó-válogatott–Osztrák labdarúgó-válogatott | 3 – 2    | 27 000      |
| 1927. február 13. | Hungária körúti Stadion, Budapest | profi válogatott        | Magyar labdarúgó-válogatott–Osztrák labdarúgó-válogatott | 1 – 1    | 18 000      |

1907–1911 között az MTK - vezetőedzőjeként tevékenykedett. 1911-ben a játékvezetői Bíróvizsgáló Bizottság (BB) elnöke. 1917. május 17-én az MLSZ egyik szerveként megalakult a Magyar Futballbírák Testülete (BT). A testület tisztikarába intézőbizottsági tagnak, később alelnöknek választották. A (BT 1922-től) Játékvezetői Testület (JT) csupa-szív sportembere, akiben az emberi erények nagymértékben összpontosultak, de nem volt a harc embere. Ebben a korban a játékvezetés bekebelezése ellen a harc volt a fő erény. Az MLSZ megbízásából több alkalommal (1910, 1911) volt a labdarúgó-válogató válogató bizottságának tagja
A JT 25 éves eredményes szakmai munkájának elismeréseként aranyjelvényt, valamint az arany oklevelet adományozott részére. 1932-ben a JT Fischer Mórt a FIFA volt alelnökét és Szüsz Hugót örökös tiszteletbeli tagnak választotta.

## Statisztika

### Nemzetközi válogatott mérkőzései
| #  | Dátum             | Helyszín                        | Hazai        | Eredmény | Vendég   | Kiírás     | Gólok | Esemény |
| -- | ----------------- | ------------------------------- | ------------ | -------- | -------- | ---------- | ----- | ------- |
| 1. | 1919. április 6.  | Budapest, Üllői úti pálya       | Magyarország | 2 – 1    | Ausztria | barátságos | -     |         |
| 2. | 1919. november 9. | Budapest, Hungária körúti pálya | Magyarország | 3 – 2    | Ausztria | barátságos | -     |         |
|    | Összesen          |                                 |              | 2        | mérkőzés |            |       |         |

## Külső hivatkozások
- Szüsz Hugó. footballzz.com. (Hozzáférés: 2012. április 29.)
- Szüsz Hugó. eu-football.info. (Hozzáférés: 2012. április 29.)
- Szüsz Hugó. wordpress.com. [2013. március 10-i dátummal az eredetiből archiválva]. (Hozzáférés: 2012. április 29.)
- Szüsz Hugó. yadvashem.org. (Hozzáférés: 2014. május 5.)
- Szüsz Hugó. mtkcsalad.hu. (Hozzáférés: 2016. május 15.)
- Szüsz Hugó. mek-oszk.uz.ua. (Hozzáférés: 2016. május 15.)
- Szüsz Hugó. magyarfutball.hu. (Hozzáférés: 2016. május 15.)
- Szüsz Hugó játékvezetői adatlapja a Nemzeti Labdarúgó Archívum oldalán